# Амдэ-Цыйон I
Амдэ-Цыйон I (Амда Сион, геэз ዐምደ ፡ ጽዮን, в пер. — колонна Сиона), тронное имя Гэбрэ-Мэскэль (слуга Креста) (1314—1344) — император Эфиопии из Соломоновой династии.
Наследовал своему отцу, императору Уыддым-Арыду. В годы правления Амдэ-Цыйона I было усилено централизованное государство и расширена его территория. Несмотря на то, что начало его правления было отмечено конфликтом с руководством Эфиопской церкви, впоследствии Амдэ-Цыйон столь много сделал для укрепления положения христианской религии в обществе и государстве, что после своей кончины был включён в число святых. Поощрял также развитие культуры в стране, в особенности — литературы.

## Военные действия
Согласно сведениям из хроник островного монастыря на озере Хайк, в 1316—1317 годах Амдэ-Цыйон предпринял походы против мусульманских султанатов Дамот и Хадия на юге Эфиопии. Вначале удар был нанесён по Дамоту, значительную часть населения которого император приказал переселить в другие регионы страны, а затем — по Хадии. Несмотря на то, что ранее контроль верховного правления над султанатом Хадия был минимальным, к 1332 (или 1339) году Халия была полностью интегрирована в состав Эфиопии — настолько, что войска с её территории были отправлены в поход против султаната Ифат. Однако вскоре Амано, правитель Хадии, принимавший Амдэ-Цыйона и плативший ему дань, отпал от Эфиопии и принял ислам под влиянием некоего «пророка» Бел’ама. Узнав об этом, Амдэ-Цыйон устроил карательный поход в Хадию, во время которого погибло большое количество местных жителей. Пророк Бел’ам, однако, сумел бежать в Ифат.
Через несколько лет после походов на юг, против Дамота и Хадии, император выступает с войском на север, в провинции Годжам и Эндерта, чтобы подчинить эти автономные территории более строгому контролю. В 1329 году он вновь идёт походом на север, в провинции Земиен, Уогера, Целемт и Цегеде, где значительная населения часть перешла в иудаизм. Амдэ-Цыйон в значительной мере ослабил влияние мусульманских государств вдоль побережья Красного моря и севернее провинции Тиграи.
Около 1320 года султан Египта, мамлюк Ан-Насир Мухаммед ибн Калаун начал крупномасштабные преследования египетских коптов-христиан и разрушения христианских церквей. Амдэ-Цыйон сперва, в 1321—1322 годах, послал в Каир посольство, с которым грозил ответными репрессиями в отношении эфиопских мусульман, а также угрожал, в случае продолжения убийств в Египте, отвести воды Нила в другое русло. Однако султан Насир Мухаммед пренебрёг этими угрозами. Правитель же населённой мусульманами эфиопской провинции Ифат, готовя восстание против центральной власти, отправил в Каир своего агента, бывшего придворного Амдэ-Цыйона, перешедшего в ислам, для координации действий с Египтом. Однако этот гонец был перехвачен воинами императора, допрошен и казнён. Узнав о заговоре, Амдэ-Цыйон выступил в поход против Ифата, взял его столицу и захватил большую добычу в золоте, серебре, бронзе, кожах и др. товарах. Император провёл также ряд походов против других вассальных мусульманских территорий, в которых время от времени вспыхивали мятежи, разрушал в них города и переселял захваченное население.
Император Амдэ-Цыйон I оставил после себя мощное государство и сильную армию, господствовавшую в северо-восточной Африке вплоть до нашествия кочевников Ахмеда ибн Ибрагима аль-Гази на Эфиопию в XVI веке.